# Poïkovski
Poïkovski (en russe : Пойковский) est une commune urbaine du district autonome des Khantys-Mansis, en Russie. Sa population s'élevait à 25 594 habitants en 2010.

## Géographie
Poïkovski est bâtie sur la rive gauche de la Grande Iougan, rivière de la plaine de Sibérie occidentale et affluent de l'Ob. Elle est située à 40 km au sud-ouest de la capitale régionale, Nefteïougansk. 

## Administration
Poïkovski fait partie du raïon de Nefteïougansk. 

## Histoire
Poïkovski est fondée en 1964, lors de la mise en exploitation des gisements de pétrole de la région. Elle a le statut de commune urbaine depuis 1968.
Depuis 2000 est organisé à Poïkovski un important tournoi d'échecs, le tournoi d'échecs de Poïkovski-Karpov qui porte le nom de l'ex-champion du monde Anatoli Karpov.

## Population
Recensements (*) ou estimations de la population  :
| 1970* | 1979* | 1989*  | 2002*  | 2010*  |
| ----- | ----- | ------ | ------ | ------ |
| 2 875 | 6 448 | 14 901 | 27 540 | 25 594 |